# Západní Sahara
Západní Sahara (arabsky الصحراء الغربية‎, berbersky Taneẓṛuft Tutrimt, španělsky Sáhara Occidental, anglicky Western Sahara) je sporné území v severozápadní Africe u atlantského pobřeží. Na severu sousedí s marockou provincií Tarfaya, na severovýchodě krátce s Alžírskem a na jihu a jihovýchodě s Mauritánií. Pevninské hranice jsou převážně geometrické, v rovnoběžkovém nebo poledníkovém směru. Severozápadně od pobřeží se nacházejí španělské Kanárské ostrovy, nejblíže ostrov Fuerteventura (asi 100 km).
Země je z větší části ovládána Marokem, které ji považuje za integrální součást svého území (celý jeden region a dva částečně). Zhruba 20 % rozlohy země ve vnitrozemí je pak pod kontrolou osvobozeneckého hnutí Polisario, které si celé území Západní Sahary nárokuje a považuje ho za Saharskou arabskou demokratickou republiku (SADR).
OSN uvádí území jako nesamosprávné, ovšem neuznává nad ním ani marockou suverenitu, ani suverenitu SADR (tu uznává jen asi 60 států světa, vesměs třetího světa).

## Dějiny

### Pravěk a starověk
První obyvatelé mezi 6. a 3. tisíciletím př. n. l. byli polousedlí pastevci, jednak negroidní Bafoté (Bafuři), jednak lidé europoidního typu, a zanechali po sobě památky ve formě skalního umění. V onom období zde byla savana a žili zde velcí savci jako sloni, nosorožci a žirafy. Ve druhém tisíciletí př. n. l. nastoupila progresivní změna klimatu, v jejím důsledku začala oblast intenzivně vysychat a krajina se měnila v poušť. Rostlinná i živočišná společenstva ustoupila k jihu spolu s původními obyvateli. V prvním tisíciletí př. n. l. bylo území již osídleno kočovnými Berbery, kteří přišli ze severu. Nepatrné zbytky Bafotů přežily v několika izolovaných oázách.
Přestože na atlantickém pobřeží Maroka vznikly ve starověku kolonie Féničanů a Kartáginců, žádné podobné osídlení na pobřeží Západní Sahary doloženo není. Hanno Mořeplavec popsal, že během své cesty (v pátém nebo šestém století př. n. l.) navštívil ostrov Cerné a založil tam osadu. Vědecké rozbory jeho cesty situují tento ostrov buď na ostrov Arguin v Mauritánii, nebo na ostrov Herne u Dachly. Hranice římské provincie Mauretania Tingitana končila na pobřeží zhruba na 34° s. š., tedy 200 km od hranic Západní Sahary. Plinius starší a Klaudios Ptolemaios pouze popisují řeku Dra tekoucí Marokem a karavany procházející pouští.
Další postup pouště od třetího století př. n. l. učinil veškeré kontakty této oblasti s vnějším světem velmi obtížnými až do třetího století n. l., kdy zde byl zaveden chov velbloudů.

### Středověk

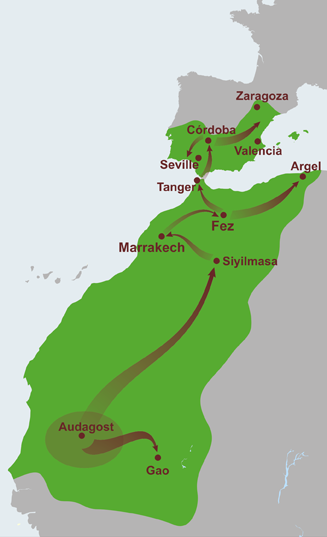
Výboje Almorávidů

Před příchodem islámu se berberské obyvatelstvo skládalo z kočovníků (především kmenového sdružení Sanhadža) na planinách a usedlého obyvatelstva v říčních údolích (vádí) a oázách. Díky své izolaci zůstávali místní Berbeři pohany a vliv křesťanství na místní kulturu není na rozdíl od severnějších částí Afriky doložen. Stejně tak jsou nedoloženy jejich první styky s islámským světem v 7. století. Přes rychlý postup islámu severní Afrikou v osmém století, zůstávala islamizace povrchní a značná část obyvatel zachovávala pohanské zvyky. Přesto se Berbeři stali nositeli islamizace do subsaharské Afriky, především do Senegalu, jehož zlato bylo nezbytné k ražbě peněz arabskými státy. V roce 745 dal vládce Adburrahmán ibn Habíb vybudovat řadu studní mezi jižním Marokem a oázou Awdaghast na jihu dnešní Mauritánie. V 9. století kontrolovala severozápadní Saharu konfederace berberských kmenů, mezi nimiž si kmenové sdružení Sanhadža zachovalo svoji moc na západním pobřeží.
V roce 1048 se Berbeři ze západu Sahary (zhruba na území dnešní Mauritánie) spojili na podnět náboženského kazatele Abdalláha ibn Jásína a vytvořili hnutí Almorávidů. Následně se zmocnili Maroka, které bylo po pádu Idríssidů rozdrobeno na malé emiráty. Za svoje sídlo zvolili Marrákeš, kterou začali budovat před rokem 1070. Jejich moc sahala až na Pyrenejský poloostrov, kde ovládali většinu jeho islamizované části. Poté, co byli v polovině 12. století poraženi Almohady, se jejich územní organizace rozpadla. Almohadové ani v době své největší expanze neovládli Saharu v plném rozsahu, ale uznává se, že jim byla poddána přinejmenším dnešní Západní Sahara.
Další marocké dynastie Marínovci a Vattásovci ovládaly z tohoto území pouze severní část. Během onoho období došlo k arabizaci berberských kmenů, což mělo dvě příčiny. První byl styk s vyspělejší arabskou kulturou, která v období Almorávidů pronikala dovnitř berberské kultury prostřednictvím náboženských škol zawíja. Absolventi těchto škol se sdružovali ve společenstvích, která nahrazovala původní kmenovou strukturu. Podobně založená kmenová společenství utvářeli později profesionální bojovníci (mudžáhidé). Zatímco kmeny zawíja si zachovaly mnoho ze své berberské kultury, mudžáhidské kmeny byly nakloněny arabizaci a běžně nahrazovaly svá jména podobně znějícími arabizovanými (Nyarzig→Uld Rizg). Berbeři, patřící k původním kmenům, měli status druhořadých a konvertováním k islámu mohli obdržet veškerá práva. Úplná islamizace Berberů byla dokončena právě v této době. Druhou a hlavní příčinou byl příchod arabských beduínů z Jemenu. Tito beduíni kmene Banu Maqtil se za podpory Marínovců ve 13. století usadili v povodí řeky Dra a později jejich část Banu Hassan (Hassaníja) migrovala na jih až do dnešní Mauritánie. Jejich potomci (kmen Uld Delim) založili emirát téhož jména, který se rozprostíral na jihu Západní Sahary a severu Mauritánie. Konflikty s kmeny Sanhadža byly sporadické, spíše docházelo k postupnému mísení arabského a berberského obyvatelstva (s výjimkou Tuaregů) a vznikl tak národ Maurů. Poslední zmínku o nezávislosti kmene Sanhadža zanechal Ibn Chaldún těsně před svou smrtí v roce 1406.
Koncem středověku přicházeli do Západní Sahary první Evropané, zprvu jako cestovatelé. Katalánec Jaume Ferrer, který zmizel v roce 1375, je zmiňován, že odplul do Rio de Oro. Nejspíše se nejednalo o součást dnešní Západní Sahary, ale spíše o řeku Senegal. Již od roku 1350 byl Evropanům znám název Sakia al-Hamra a kolem roku 1400 se objevili na Kanárských ostrovech a přilehlém africkém pobřeží. V roce 1405 se vylodili u mysu Búdždúr, kde napadli karavanu. Podobné přepady nebyly výjimkou, ale Evropané stáli především o obchod a pronikání zůstalo omezeno na pobřeží. Na podnět Jindřicha Mořeplavce vykonal v roce 1434 Gil Eanes plavbu k Senegalu a stal se tak prvním Evropanem, který obeplul mys Búdždúr a úspěšně se vrátil. Na pobřeží uskutečnili následně Portugalci několik výpadů za účelem pokřesťanštění místních obyvatel, během jednoho z nichž byl zajat João Fernandes, který ze svého šestiletého zajetí přinesl svědectví, že místní kmeny nepodléhají královstvím Maghrebu. Jindřich Mořeplavec následně podobné výpady zakázal. Mys Búdždúr určil papež Kalixtus III. v roce 1456 jako hranici rozdělení světa mezi Kastílii (severně) a Portugalsko (jižně). Již v roce 1449 udělil král Jan II. Kastilský v léno území mezi mysy Ghir (u Agadiru) a Búdždúr, nicméně první výprava Kastilců se uskutečnila až v roce 1476. Naproti Kanárským ostrovům zbudovali pevnost Santa Cruz de Mar Pequeña, jejíž přesná poloha není přesně známa; jednou z možností je Sidi Ifni. Pevnost byla záhy obklíčena vojskem o síle 10 000 pěšáků a 2 000 až 3 000 jezdců a vzdala se, protože dostala z Kanárských ostrovů jen nepatrné posily (700 mužů). Kastilci se vrátili na pobřeží až v roce 1496 a tři roky poté uzavřeli s kmenovým svazem Ait Atta, který žil podél horního toku řeky Dra, smlouvu o poddanství vůči španělskému trůnu. Mír se ovšem netýkal ostatních kmenů a Španělé pokračovali ve výstavbě pevností podél marockého pobřeží a dále na jih až mysu Búdždúr. V důsledku smlouvy z Tordesillas se sféry vlivu mezi Portugalskem a Španělskem pozměnily a Španělé přestali stavět nové pevnosti na atlantickém pobřeží. Mimo to ztratili pevnost San Miguel poblíž Agadiru a po roce 1509 ponechali celé pobřeží s výjimkou Santa Cruz de Mar Pequeña portugalskému vlivu. Ti si postavili v roce 1505 se souhlasem místního kmene Massa v Agadiru pevnost Santa Cruz do Cabo de Aguer.

### Marocká nadvláda

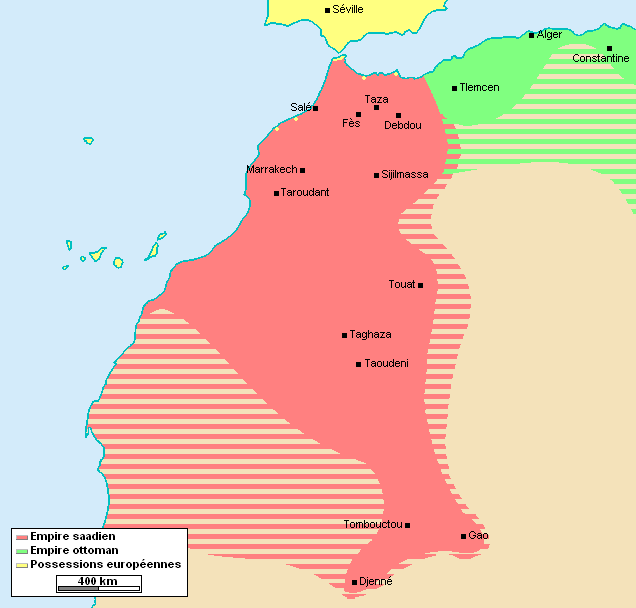
Maroko na konci 16. století

- Výklad a podání tohoto období je předmětem častých sporů, protože se od něj odvozují či zamítají současné nároky na území Západní Sahary.

Kmeny z údolí řeky Dra byly pobouřeny expanzí Evropanů a v roce 1511 se sjednotily pod vedením místní arabské šlechty (šarífů) z rodu Saadů. Postupně si nejdříve podrobily kmeny Ait Atta a Massa (1516) a zničily zdejší španělské posádky, poté dobyli Santa Cruz de Mar Pequeña. Tuto pevnost sice Španělé obnovili, ale Saadové se jí definitivně zmocnili v roce 1524. a po opakovaném obléhání se jim v roce 1541 podařilo zničit i portugalskou pevnost Santa Cruz do Cabo de Aguer. Saadové pokračovali ve svém tažení a roce 1554 vyhnali Vattásovce a založili vlastní dynastii se sídlem v Marrakéši. S jejich příchodem vzrostla marocká moc nad územím Západní Sahary a svoji moc rozšiřovali i dále na jih, přičemž v roce 1591 porazili v bitvě u Tondibi Songhajskou říši a zmocnili se jí. Vrchol saadské dynastie netrval dlouho, po smrti sultána al-Mansúra v roce 1603 si jeho synové Maroko rozdělili a země se rozdrobila na mnoho lén. Následkem toho se od Maroka začala oddělovat okrajová území. V roce 1632 vyhlásily nezávislost Timbuktu a Gao a kočovné kmeny převzaly kontrolu nad pouští. Kmeny Sanhadža se v roce 1642 vzbouřily proti Banu Hassan a pod vedením Nasr al-Dina zahájily válku, která skončila porážkou v oblasti Trarza na jihu Mauritánie. V roce 1674 byla Západní Sahara znovu pod arabskou kontrolou.
V té době už v Maroku vládla dynastie Alawitů, přesněji sultán Mulaj Ismaíl, který vyslal několik výprav do pouště, aby získal kontrolu nad karavanními cestami a konsolidoval marockou moc. Do čela vzdálenějších oblastí jmenoval guvernéry. V roce 1724 vyslal svoje vojska, aby pomohla emírovi z Trarzy zaútočit na francouzské opevnění na řece Senegal. (Toto obnovení marockých aktivit v poušti slouží jako podklad pro marocké nároky na Západní Saharu.)  Po smrti Mulaje Ismaíla v roce 1727 závislost na Maroku stává nejistou. Ve smlouvě z Marrakéše, kterou podepsal sultán Mohamed III. s Karlem III. Španělským v roce 1767, se uvádí, že sultánova nadvláda nedosahuje k řece Nún a že nemůže převzít odpovědnost za případné nehody Španělů, kteří tam chtěli založit obchodní stanici. Podobný text je ve smlouvě z Meknésu z roku 1799. (Tyto dokumenty slouží jako podklad pro požadavky na nezávislost Západní Saharu, přestože překlad z arabské verze smluv není tak jednoznačný.) Koncem 18. století se do sultánovy pravomoci navrátilo právo investitury emírů z Trarzy. V 19. století nastává postupná eroze marocké moci na Sahaře jako důsledek krize hospodářství a neúspěšných bojů s evropskými intervencemi v africkém Středomoří.

### Španělská nadvláda

„Velké Maroko“

Situace v Západní Sahaře a blízkém okolí začátkem 80. let 19. století byla obdobná jako jinde v Africe, i když poněkud opožděná. O pobřeží se začaly zajímat evropské soukromé společnosti. Španělsko si zachovávalo předstih vzhledem k blízkosti Kanárských ostrovů a už od roku 1860 mělo práva na marocké pobřeží v oblasti Ifni. Britskou obchodní stanici Port Victoria založil poblíž mysu Juby v roce 1879 Skot Donald MacKenzie a vyzbrojováním podporoval místní kmeny v krocích nezávislých na marockém sultánovi. Po několika zvratech se sultánovi podařilo získat tuto doménu zpět v roce 1888. Ovšem nebyl s to zabránit španělské kolonizaci Západní Sahary, která začala v roce 1884 obsazením zátoky Rio de Oro. Dohody z následné Berlínské konference podnítily urychlení kolonizace pobřeží, což Španělé využili a v roce 1887 obsadili oblast Sakia al-Hamra a prohlásili ji svým protektorátem. Hranice těchto území byly stabilizovány dohodami z roku 1900, resp. 1904. Území Západní Sahary se dotkla druhá Marocká krize v roce 1912; tehdy Španělsko okupovalo jižní část Maroka k řece Dra a vyhlásilo tam protektorát Cabo Juby. V roce 1946 Španělsko vytvořilo z území Rio de Oro, Sakia al-Hamra, Cabo Juby a Ifni Španělskou západní Afriku. V roce 1958 Španělé tento útvar zrušili a po předání Cabo Juby Maroku udělili provinciím Rio de Oro a Sakia al-Hamra plná práva španělských provincií se zastoupením v kortesech. Společně se tyto provincie nazývaly Španělská Sahara.
Již při získání samostatnosti v roce 1956 vyhlásilo Maroko nárok na území, která na něm byla v minulosti závislá – tzv. „Velké Maroko“. K těmto územím patřila později samostatná Mauritánie, Španělská západní Afrika a část francouzské Sahary (Alžírska) a francouzského Súdánu (Mali). V roce 1960 OSN přijalo rezoluci garantující nezávislost kolonizovaným zemím a v roce 1966 vydalo rozhodnutí, podle kterého mají obyvatelé Západní Sahary právo na vlastní sebeurčení. Svoje nároky na území Španělské Sahary vznesla v roce 1963 také Mauritánie. V 60. letech vznikaly ve Španělské Sahaře zárodky hnutí proti cizí nadvládě, které později vyústily ve vznik Lidové fronty na osvobození Sakia al-Hamra a Rio de Oro (Polisario). Když byl v roce 1974 vyhlášen termín referenda o sebeurčení, postavilo se Maroko proti a navrhlo arbitráž u Mezinárodního soudního dvora, jenž 16. října 1975 vydal svůj posudek, ve kterém přiznal obyvatelům Západní Sahary právo na sebeurčení, aniž by jednoznačně zamítl teritoriální nároky Maroka a Mauretánie. Tři týdny nato zorganizoval marocký král Hasan II. zelený pochod, kdy na území Španělské Sahary vpochodovalo na 300 000 neozbrojených Maročanů. Následně bylo zahájeno vyjednávání mezi Španělskem, Marokem a Mauritánií, které vešlo ve známost jako Madridské dohody. Na jejich základě se 26. února 1976 Španělsko stáhlo ze Západní Sahary, přičemž koordinovalo svoje kroky s postupem Maroka a Mauritánie, mezi něž se území rozdělilo.

### Léta ozbrojeného konfliktu (1976–1991)

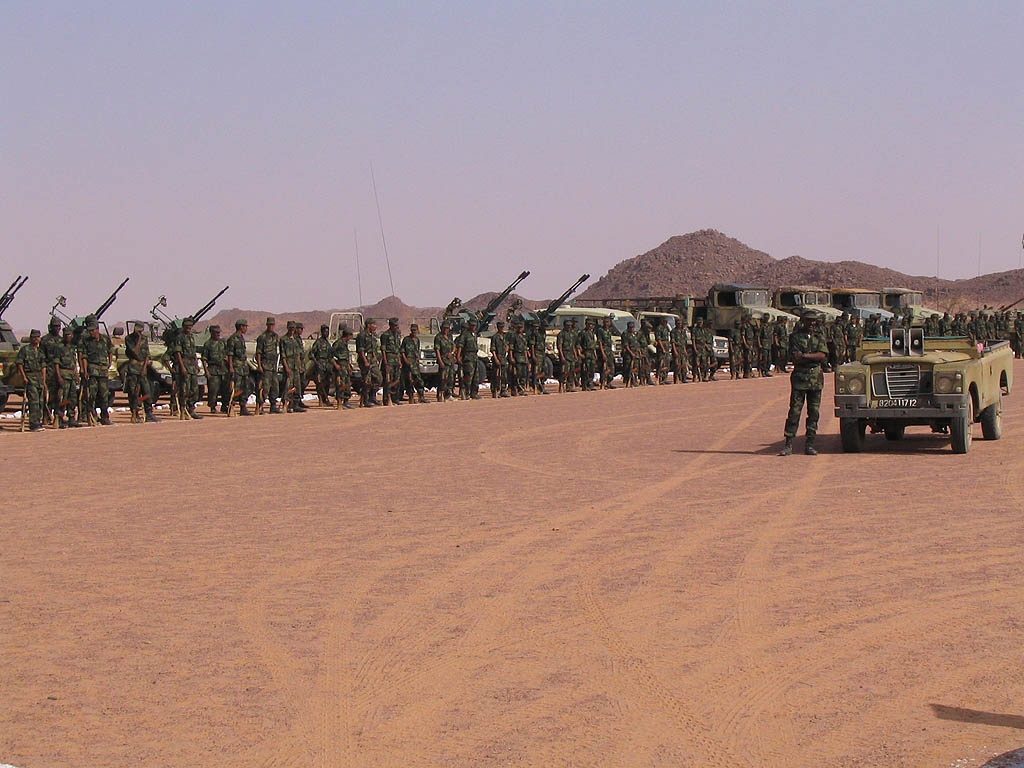
Nástup jednotek fronty Polisario

Den po stažení Španělska Polisario vyhlásilo Saharskou arabskou demokratickou republiku, která ovšem neměla reálnou moc. Tentýž rok rovněž Polisario zahájilo guerillovou válku proti Maroku a Mauritánii. V letech 1975 a 76 desetitisíce Sahařanů uprchly před válkou do utečeneckých táborů zřízených frontou Polisario u Tindúfu v Alžírsku. V roce 1976 proběhla na území Západní Sahary bitva u Amalgy mezi marockou a alžírskou armádou, čímž se prokázala vojenská angažovanost Alžírska v tomto konfliktu. V roce 1978 byl svržen mauritánský prezident Uld Daddah a Polisario vyhlásilo jednostranné příměří s novou vládou. Příměří bylo schváleno OSN a bylo následováno mírovou smlouvou z 10. srpna 1979, ve které Mauritánie přenechala svoji část Západní Sahary frontě Polisario. Čtyři dny nato Maroko oznámilo, že toto území anektuje.
V osmdesátých letech zbudovalo Maroko v několika etapách obranný val, který oddělil území na oblast plně ovládanou Marokem od území, na kterém operuje Polisario. Válka byla ukončena příměřím v roce 1991 na nátlak OSN.

### Uzavření příměří
Součástí příměří byl plán urovnání konfliktu, který byl upřesněn Houstonskou dohodou (1997) a který závisel na svolení Maroka uspořádat referendum o sebeurčení. OSN vyslalo v roce 1991 do oblasti misi MINURSO, aby dohlížela na příměří a připravila referendum, které mělo proběhnout roku 1992. Referendum neproběhlo kvůli sporu o tom, kdo se ho může zúčastnit. Dalším pokusem byl mírový plán Jamese Bakera z roku 2000, který nebyl zveřejněn a který Polisario přijalo, ale Maroko ho prohlásilo zbytečným (2003).
Následně si Polisario s odvoláním na marockou nečinnost vyhradilo právo obnovit ozbrojený boj, to však pozorovatelé označují za nepravděpodobné bez podpory hnutí z Alžírska.
V dubnu 2007 Marocká vláda navrhla určitý stupeň autonomie nicméně nepočítá s referendem. Proto není podporován hnutím Polisario ani Alžírskem.
V roce 2010 propukly nepokoje v uprchlických táborech.

## Geografie

### Popis

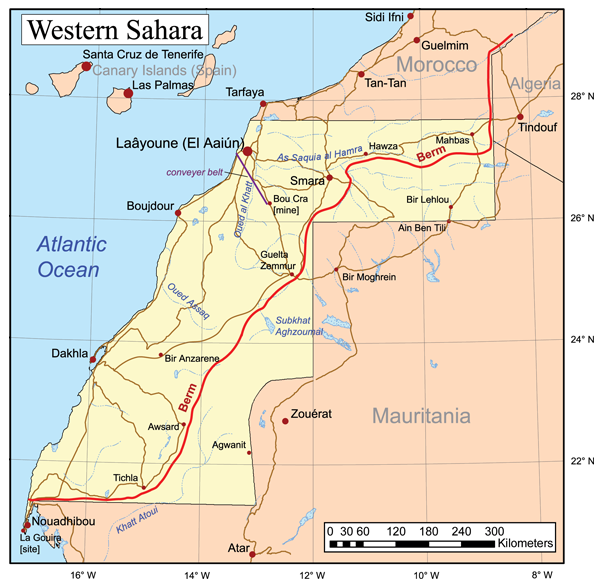
Mapa Západní Sahary

Území Západní Sahary představují z větší části planiny a několik náhorních rovin, které zřídka dosahují výšky 400 m n. m. Obecně lze území rozdělit na tři odlišné části:
Severozápad od hřebenů Atlasu k údolím Zemuru, který je tvořen kamenitou pouští s příkrými horami a zvlněným povrchem. Voda se zde vyskytuje řídce s výjimkou několika studní.
Říční oblast, která se rozkládá mezi řekami Dra na severu a Džát na západě. Tato vádí jsou široká údolí, v nichž teče voda během krátkých období dešťů (zejména na podzim). Toky nedosahují moře, protože se v nich voda velmi rychle vypařuje kvůli vysokým teplotám. V této oblasti teče řeka Sakia al-Hamra, podle níž se jmenuje celá oblast; na jejích březích a oblázkovém dně roste vegetace, která postačuje k pastevectví.
Vnitrozemí a střed jsou tvořeny jednotvárnými planinami a písečnými dunami. Horniny jsou silně propustné a reliéf je příliš rovinatý na to, aby zde vznikly vodní toky. Voda se zadržuje v podzemí, a proto se zde nalézá hojně studní.
Pobřeží není členité a po celé jeho délce se nacházejí pouze dva poloostrovy u měst Dachla a Al-Kuvíra.
Podnebí je kontinentální; ve vnitrozemí je suché se studenými zimami a horkými léty (k 60 °C ve stínu); na pobřeží vlhké, což má za následek četné mlhy a rosy. Srážky jsou vzácné na celém území; roční srážkový úhrn ve městě Dachla je 45 mm. Na jaře a v létě zde vane suchý teplý vítr siroco, který během bouří přenáší velká množství prachu a písku.
Flora je typická stepní a pouštní: akácie ve vádích, křoviny v písečných proláklinách. Ohromné plochy zůstávají naprosto bez vegetace. Fauna je pouštní; na jihu bez větších zvířat, na severozápadě žijí antilopy, fenci a tarbíci.

### Hranice

Průběh výstavby marockých valů
Území vně valů

Hranice Západní Sahary nejsou kromě 1 110 km dlouhého pobřeží přirozené. Průběh pozemní hranice je výsledkem dohod koloniálních mocností z počátku 20. století; její délka činí 2 046 km, z toho 1 561 km s Mauritánií, 42 km s Alžírskem a 443 km s Marokem (uznáme-li ji za mezinárodní hranici).
Vnitrozemím prochází vojenská hranice oddělující oblast plně ovládanou Marokem od území, na kterém operuje Polisario. Na této hranici vybudovalo Maroko ochranný val, který je vybaven prvky detekce a minovými poli. Délka valu, který vede od pobřeží na jihu až na sever a končí 200 km v marockém vnitrozemí, se uvádí 2 700 km (porovnáním s délkou hranice s Mauritánií se patrně jedná o celkovou délku valů vybudovaných Marokem v letech 1982-87). Val využívá členitost terénu, a tudíž je průběh vojenské hranice z hlediska geografického přirozenější.
Oblast hranice Západní Sahary a Mauritánie je dodnes zaminovaná. Cestování podél hranice je možné díky železniční trati na mauritánské straně hranice. Cestování po Západní Sahaře je navzdory politické nestabilitě převážně bezpečné.

## Ekonomika

### Zemědělství a pastevectví

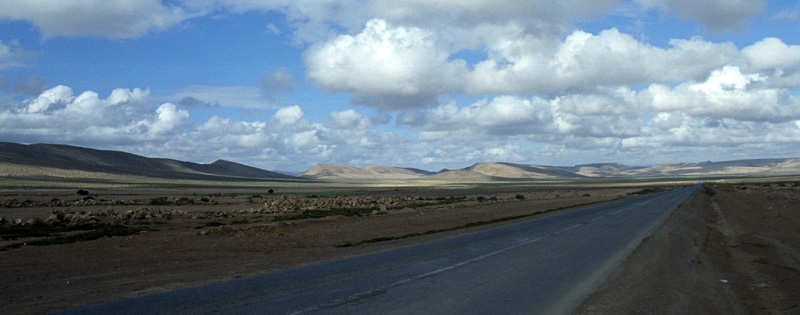
Krajina na severu Západní Sahary

Západní Sahara má pouze 0,02 % orné půdy, nemá žádné lesy, pastviny představují 19 % rozlohy země, zbytek (81 %) je neobdělávatelný.
Hlavním zdrojem příjmu v tomto sektoru je rybolov, který je na druhém místě ve vývozu. Rybolov při pobřeží se řídí marockým zákony, jejichž součástí je i dohoda o rybolovu s Evropskou unií. Pastevectví je omezeno na vhodné oblasti; chovají se kozy, ovce a velbloudi. Poblíž města Dachla byly vybudovány rozsáhlé skleníky (4,5 km²), jejichž produkce zeleniny v r. 2009 dosáhla 31 000 t.

### Těžba
Na území Západní Sahary se nacházejí světově významná ložiska fosfátů poblíž města Bukra. Jejich těžba v ročním objemu kolem 2 milionů tun má největší podíl na vývozu (přes 60 %), z toho 45 % do USA a 20 % do Evropy.
Význam má ještě těžba písku, kterého se jenom na Kanárské ostrovy ročně vyveze 150 až 200 tisíc tun. Zásoby jiných surovin jsou nepotvrzené, hovoří se o ložiscích železné rudy objevených Španěly a o naftě v pobřežním šelfu. Průmysl je na území Západní Sahary naprosto zanedbatelný a jeho objem se neuvádí.

### Energie

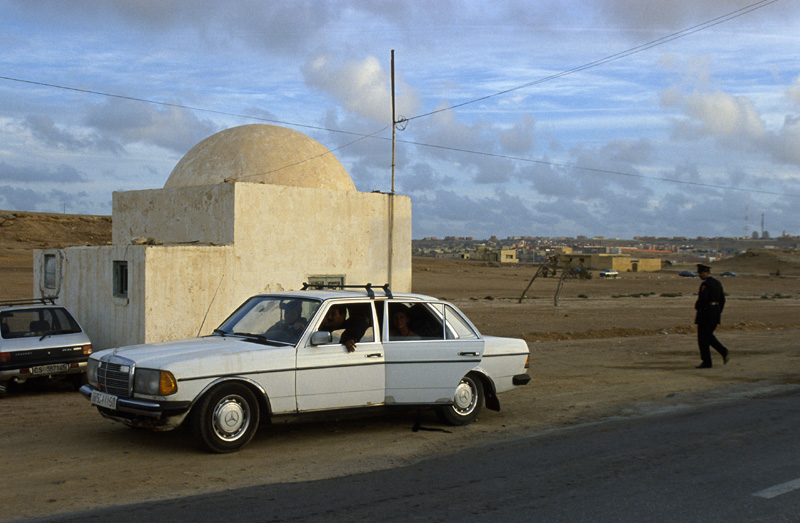
Státní silnice č. 1 u kontrolního stanoviště ve městě Al-´Ajún

Roční spotřeba elektrické energie v r. 2003 byla 83,7 GWh, což bylo pokryto místními tepelnými zdroji (85 GWh). Denní objem spotřeby ropných produktů dosáhl v témže roce 283 m³ a prakticky byl celý dovezen.

### Doprava
Silniční síť má délku 6 200 km, z čehož je 1 350 km zpevněno. Hlavní tepnou je marocká státní silnice č. 1, která vede podél pobřeží až k hranicím Mauritánie. Dálnice v délce 23 km spojuje Al-´Ajún s přístavem El-Marsa (ve výstavbě[kdy?]). Významnější přístavy jsou ve městech Búdždúr a Dachla. Al-´Ajún, Dachla a Smara mají civilní letiště. Západní Saharou prochází v délce 5 km mauritánská železnice a kromě ní zde nejsou žádné železniční tratě, zato města Bukra a Al-´Ajún spojuje nejdelší pásový dopravník na světě (96 km), který přepravuje vytěžené fosfáty.

## Obyvatelstvo
- Vzhledem k tomu, že marocké statistické jednotky nerespektují hranice Západní Sahary a Fronta Polisario nemá dostupné statistické údaje, jsou dále uvedené údaje odhady.

Údaje o počtu obyvatel se značně liší. Odhady pro rok 2009 se pohybují mezi 405 000 a 513 000. Rozdíly mohou být způsobeny značnou migrací Maročanů ze severu, nebo započtením stavů marocké armády, případně započítáváním uprchlíků v táborech mimo území Západní Sahary. V nich žije 90 000 (odhad OSN) až 155 000 (údaje Polisario) lidí, a to především v okolí alžírského města Tindúf. Maroko tvrdí, že z toho pouze 40 000 pochází ze Západní Sahary. Menší komunity Sahařanů žijí v Mauritánii, ve Španělsku (především na Kanárských ostrovech) a na Kubě.

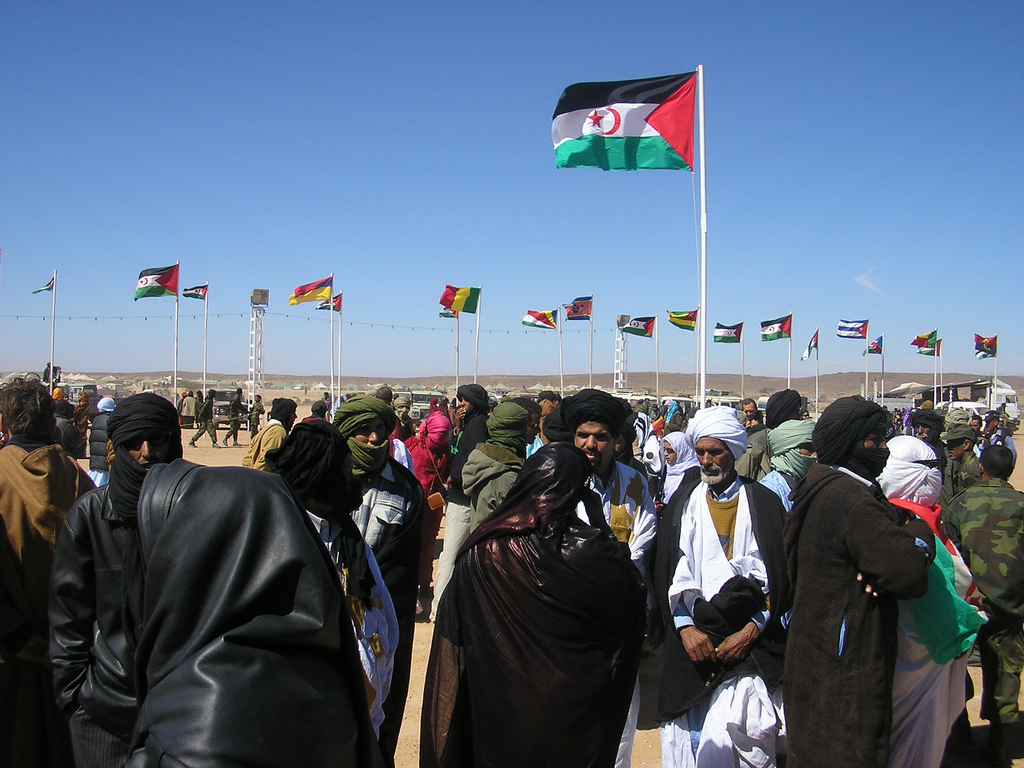
Separatisté z Fronty Polisario neuznávají marockou anexi Západní Sahary

Roční přírůstek obyvatel je 2,29 %; porodnost je 45,1 na 1000 obyv.; úmrtnost je 16,1 na 1000 obyv.; plodnost je 6,64 porodů na ženu; dětská úmrtnost je 1,34 %; průměrný očekávaný věk je 49,8 let (48,7 pro muže, 51,3 pro ženy).

### Národnostní složení
Při sčítání lidu v r. 1974 zde žilo 74 000 Sahařanů a 20 000 Španělů. Údaje z r. 2003 odhadují počet Sahařanů na 67 000, ostatní obyvatelé jsou v naprosté většině Maročané.

### Náboženství
Obyvatelé jsou z 99,9 % sunitští muslimové.

### Sídla
Největší města uvádí podle tabulka níže; všechna uvedená města jsou pod marockou správou.
| město    | počet obyvatel |
| -------- | -------------- |
| Al-´Ajún | 183 691        |
| Dachla   | 58 104         |
| Smara    | 40 347         |
| Búdždúr  | 36 843         |

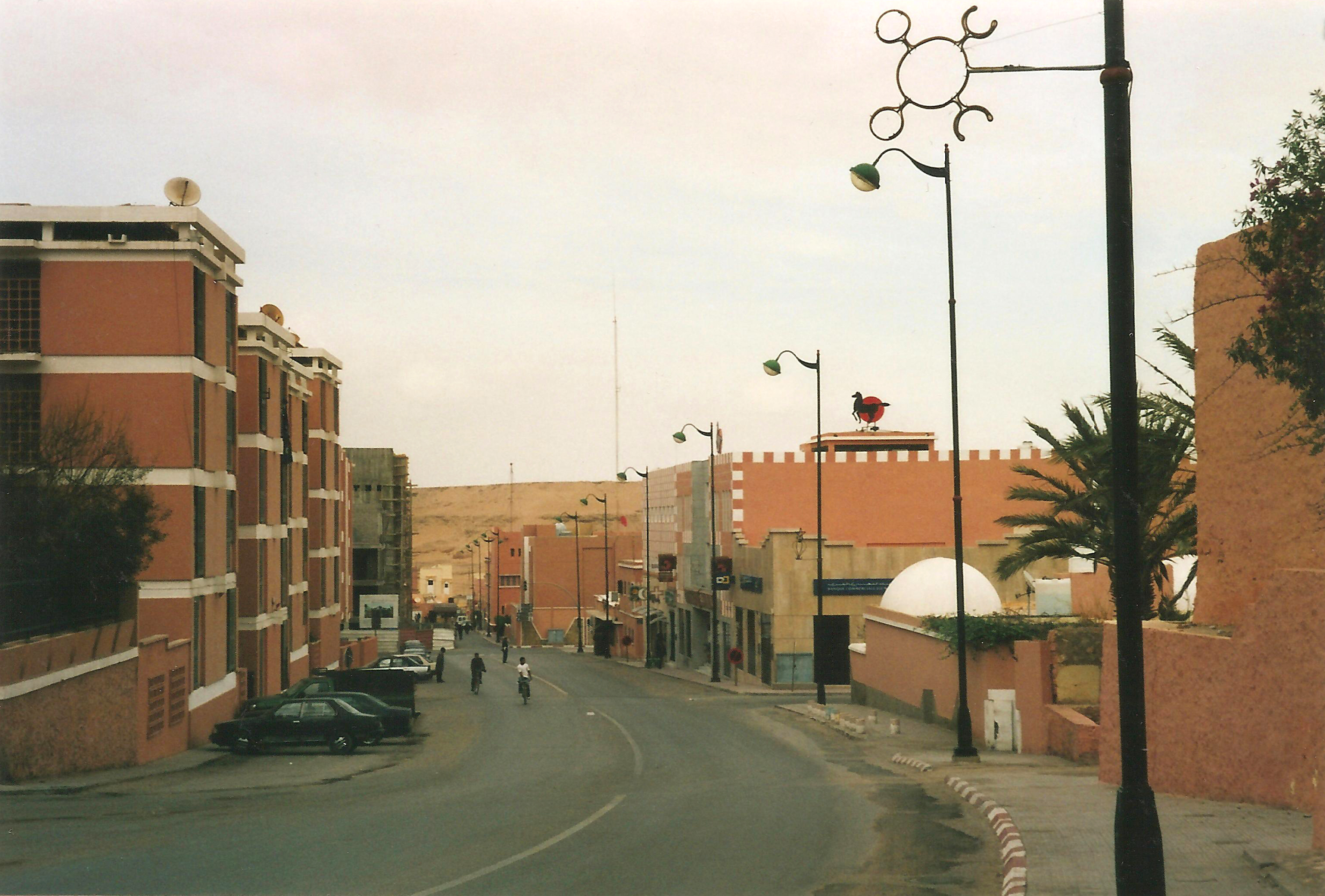
Ulice města Al-´Ajún
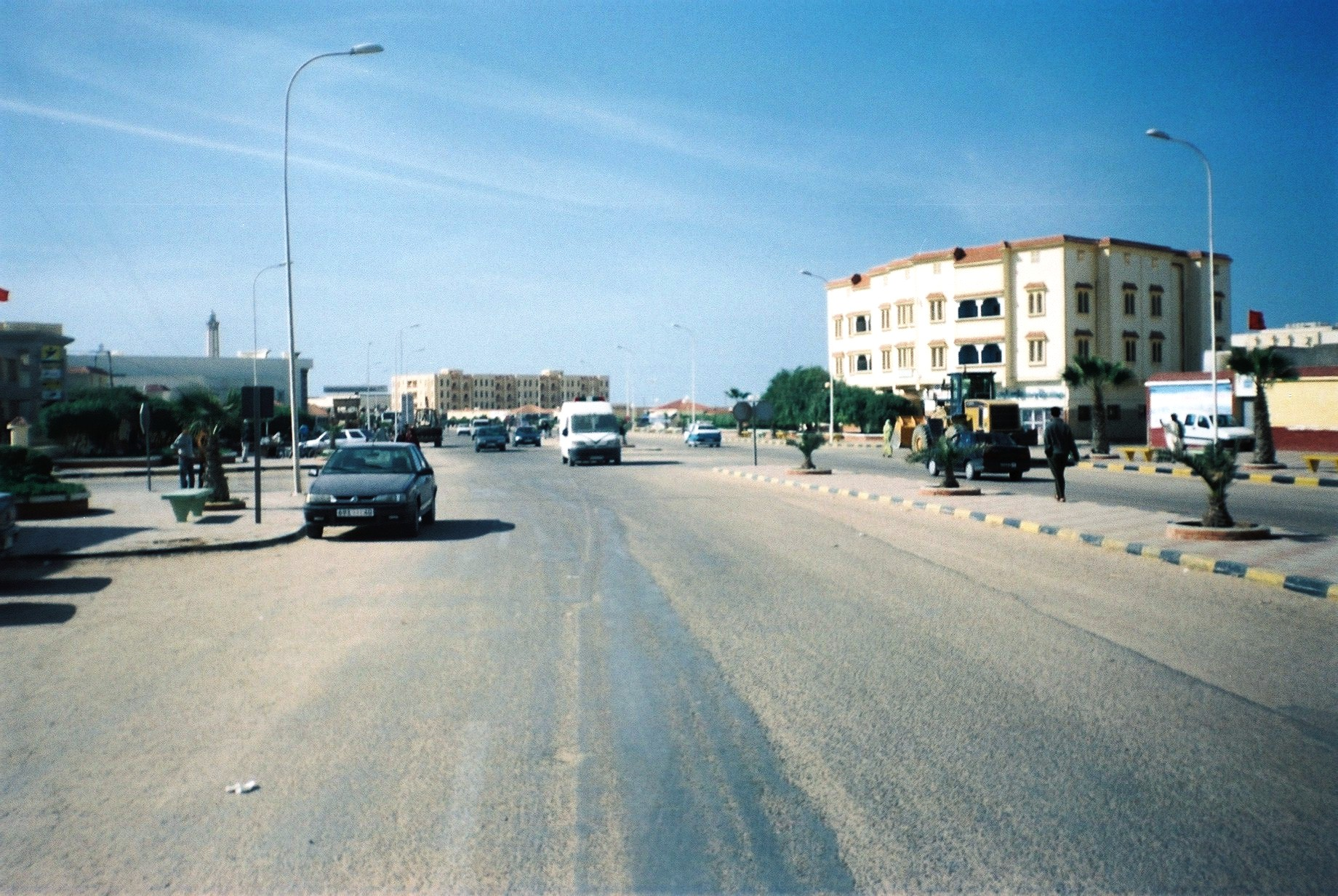
Město Búdždúr
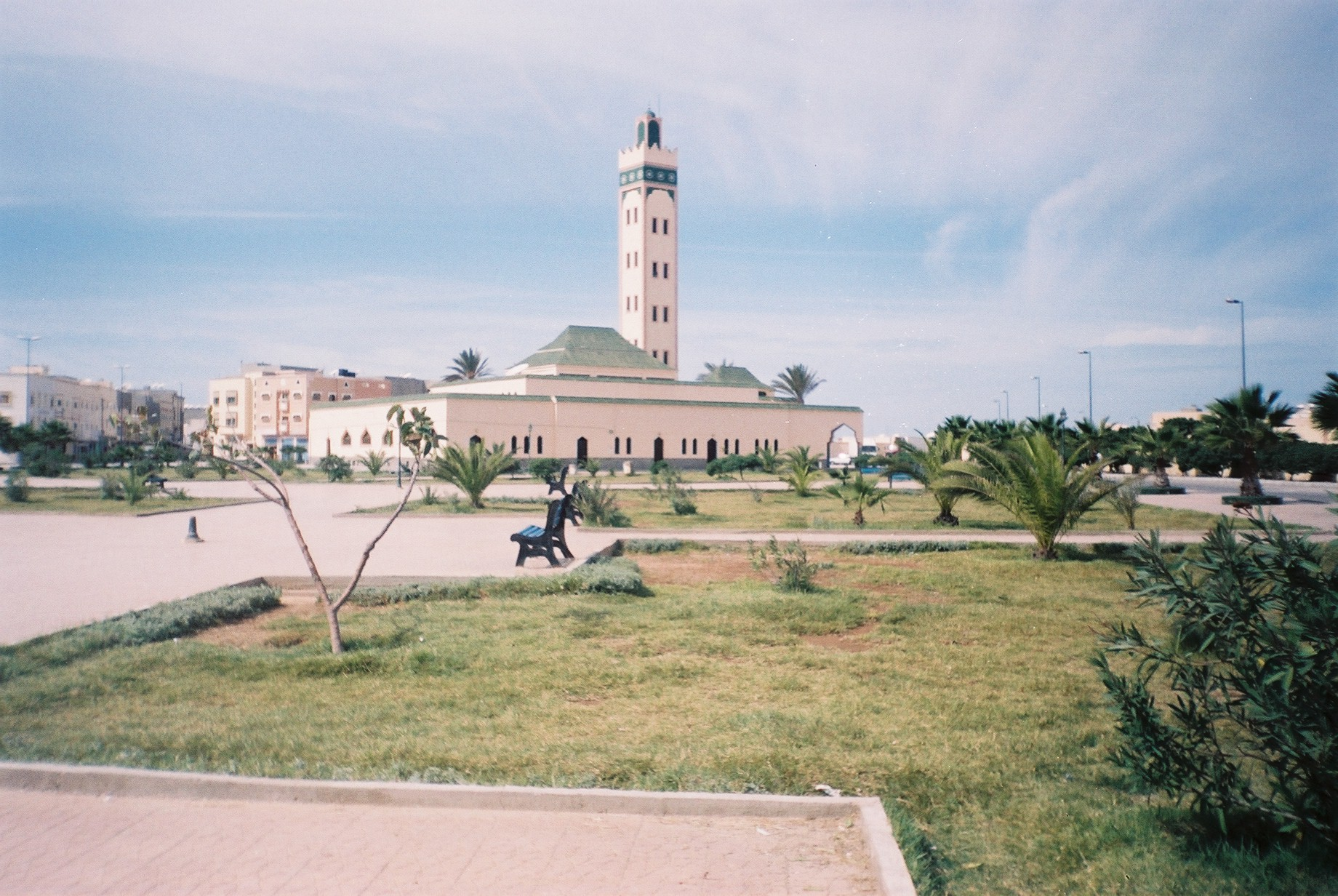
Město Dachla